# كريستيان كوتا
كريستيان كوتا (بالإسبانية: Christian Cota)‏ هو مصمم أزياء مكسيكي، ولد في 1982.